# Galerie nationale de Prague
Pour les articles homonymes, voir Galerie nationale.
La galerie nationale de Prague (en tchèque : Národní galerie v Praze, galerie nationale à Prague) est le musée tchèque situé à Prague, qui abrite les collections nationales d'art de l'Antiquité au XXIe siècle.

## Histoire
Le 5 février 1796 se crée à Prague la Société des amis nationalistes des beaux-arts (Společnost vlasteneckých přátel umění). Ses membres initiaux sont essentiellement les représentants des grandes familles nobles tchèques (les Kolowrat, les Šternberk, les Nostic) qui lui donnent une partie de leurs collections de peintures baroques. Le noyau initial est constitué.
La Société fonde une Académie des beaux-arts et une galerie de peintures (Obrázarna) ouverte au public. En 1902, l'empereur François-Joseph lui adjoint la galerie moderne du royaume de Bohême (Moderní galerie Království českého) dont l'objet est de collectionner l'art tchèque du XXe siècle.
En 1919, la galerie de peinture devient de facto l'institution muséale du nouvel État tchécoslovaque et Vincenc Kramař, l'un des premiers collectionneurs des œuvres de Picasso et grand admirateur de l'art français contemporain en devient le directeur. Il en change les statuts et le fonctionnement pour en faire l'équivalent d'un musée géré rationnellement. Mais elle n'est encore qu'une association, statut qui change en 1942, durant le protectorat allemand, quand elle passe sous le contrôle de l'État (ou de ce qui lui en tient lieu en cette période trouble). Cette situation sera entérinée par un régime communiste soucieux d'un contrôle idéologique de la création artistique et de sa présentation publique, par une loi ad-hoc (1949) qui établit les statuts présents de la galerie nationale de Prague. Ces statuts sont mis à jour en 2000.
En 2013, le directeur de la galerie nationale de Prague est le Dr Jiří Fajt.

## Collections
Les collections de la galerie nationale de Prague couvrent toutes les époques et sont réparties entre divers bâtiments, monuments historiques et dépôts spécialisés selon l'époque :
- Couvent Sainte-Agnès - collections d'art ancien (Moyen Âge en Bohême et en Europe Centrale)
- cloître Saint-Georges - collections d'art ancien (maniérisme sous Rodolphe II et art baroque)
- Palais Kinský - arts asiatiques.
- Palais Šternberk - Primitifs, Renaissance, Baroque européens.
- Palais Schwarzenberg - Renaissance, maniérisme, baroque, rococo, arts graphiques de Bohème et d'Europe.
- Palais des foires et expositions (Veletržní palác) - Beaux-Arts des XIXe et XXe siècles.
- Écuries du château de Prague et écuries du palais Wallenstein - expositions temporaires.
- Maison à la Vierge noire - musée du Cubisme tchèque.
- Château de Zbraslav - collections d'arts asiatiques et orientaux.

### Collections par époques

#### Collections d'art ancien

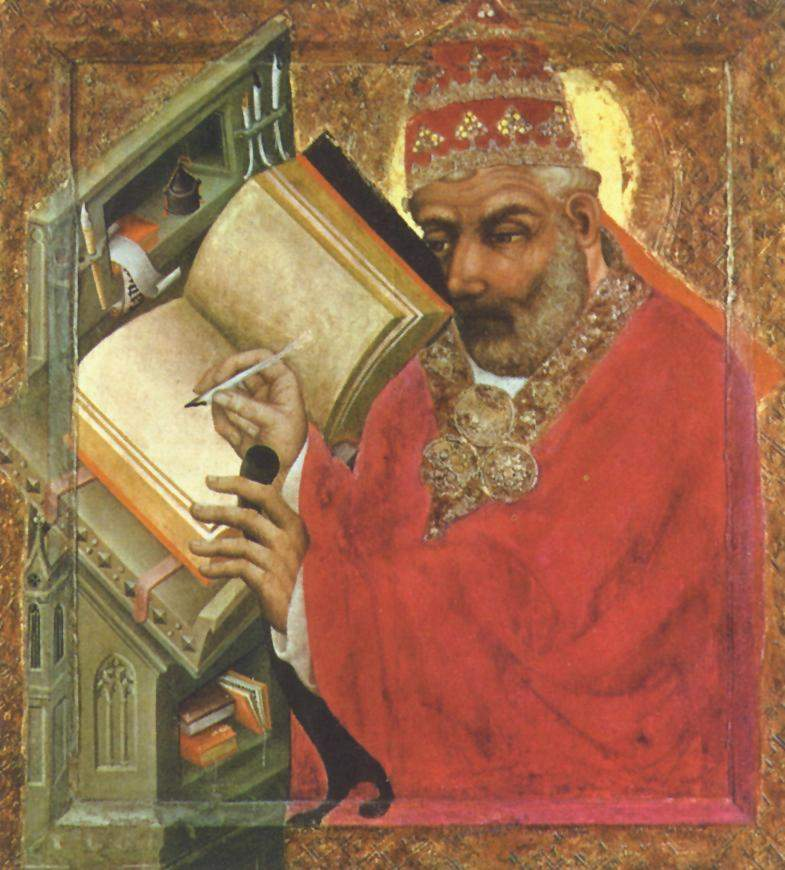
Saint Grégoire, Maître Théodoric
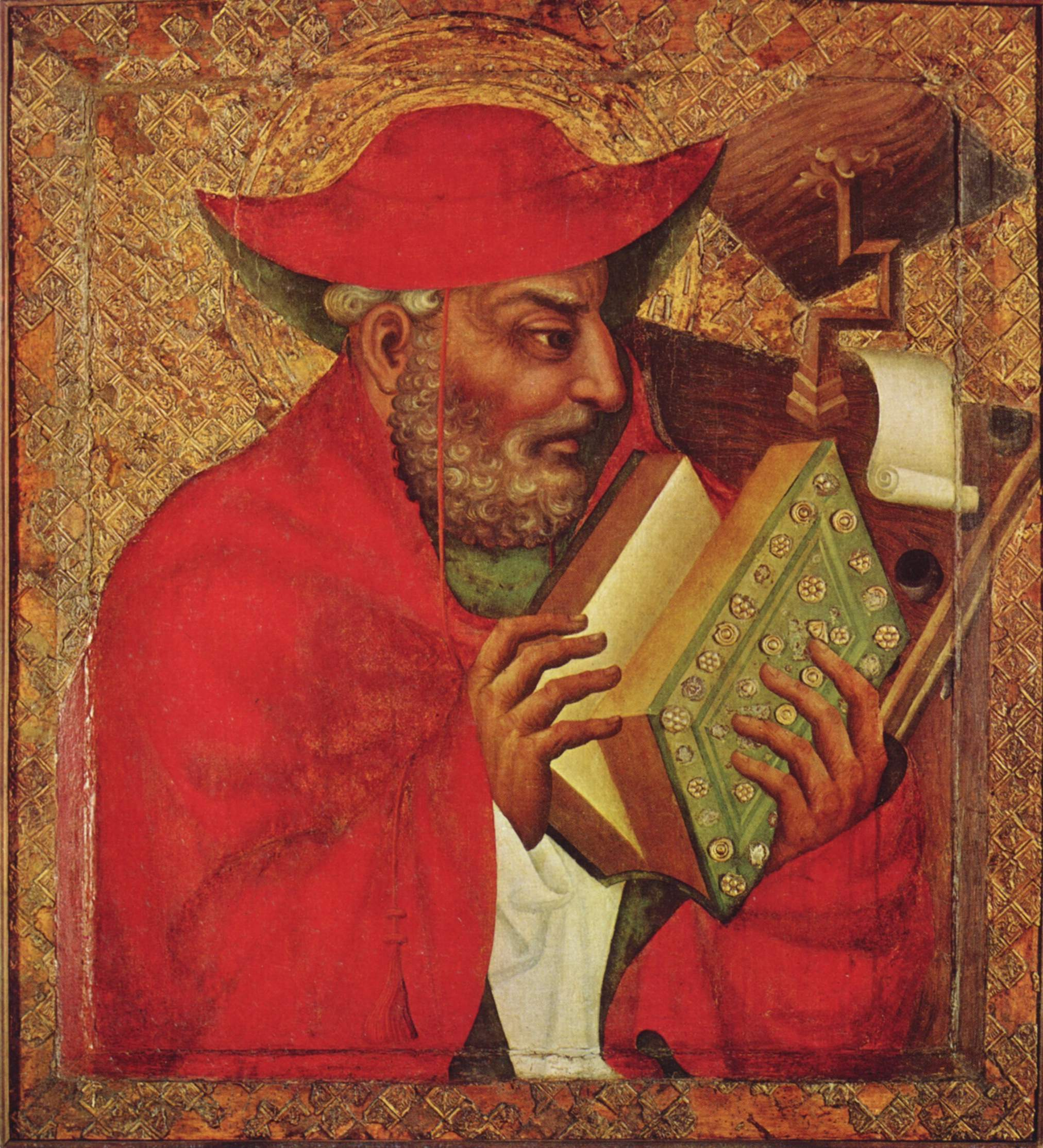
Saint Jérôme, Maître Théodoric
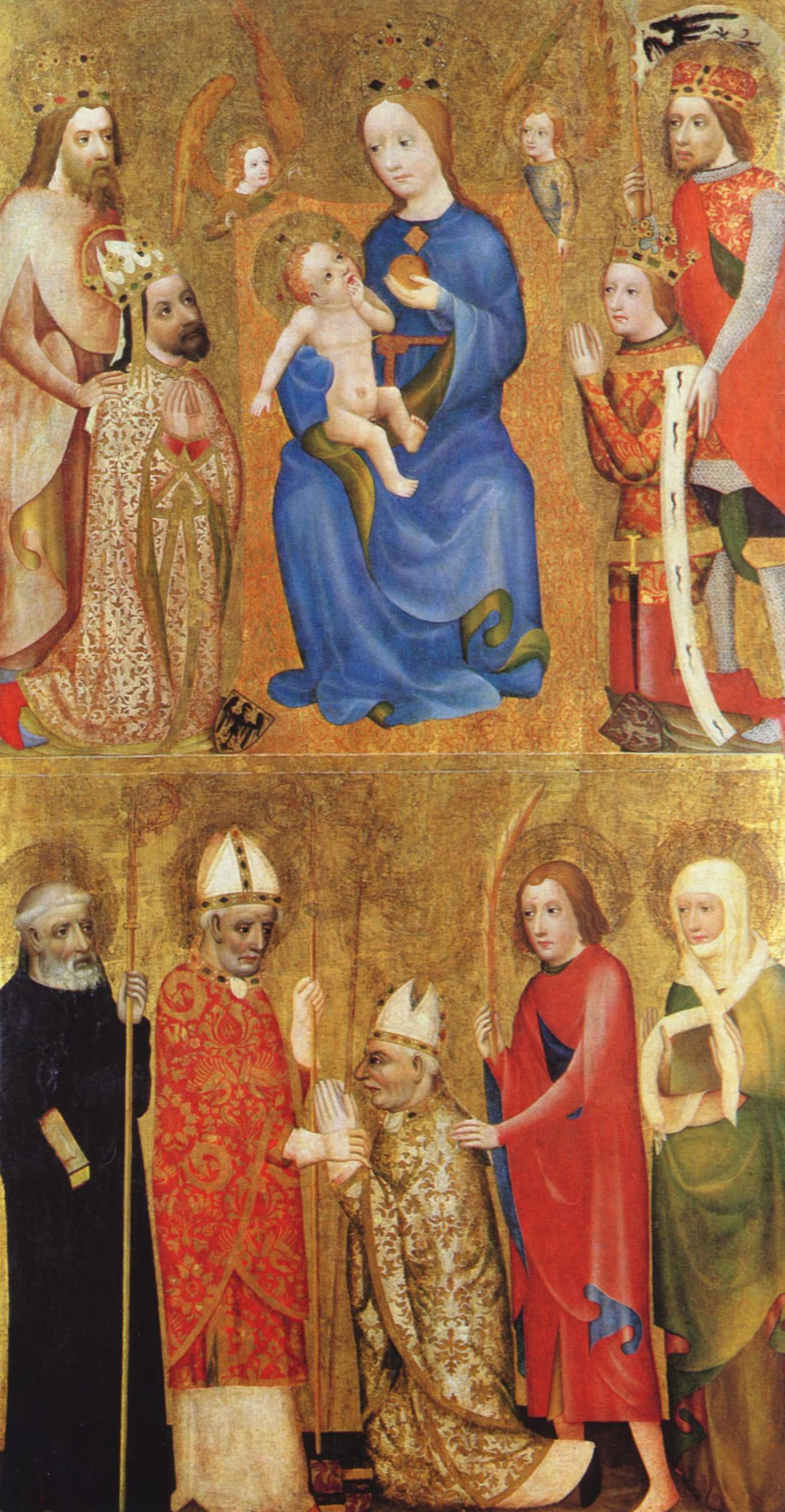
Image votive, Maître Maître Théodoric
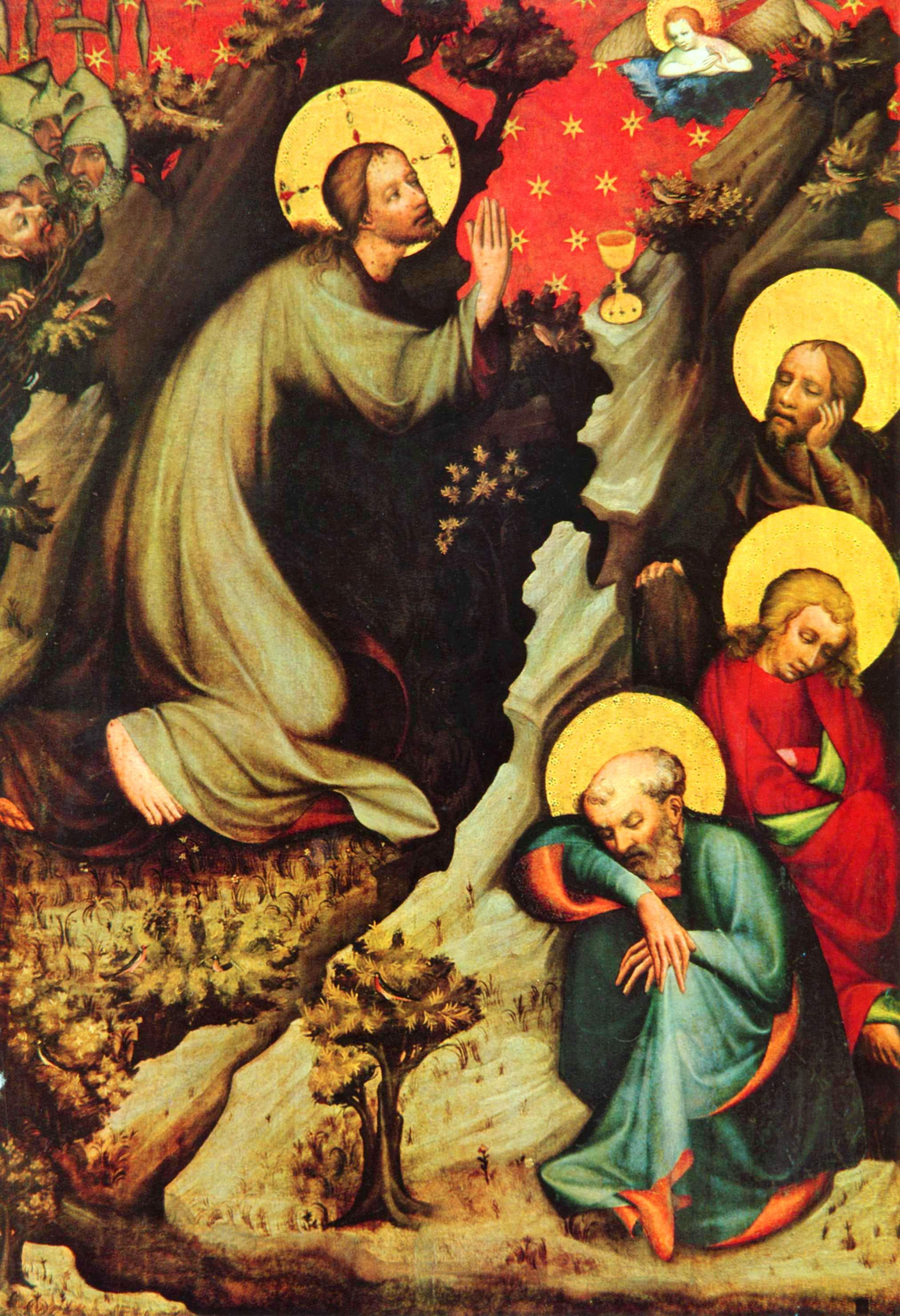
Jésus au Mont des Oliviers, Maître du Retable de Třeboň
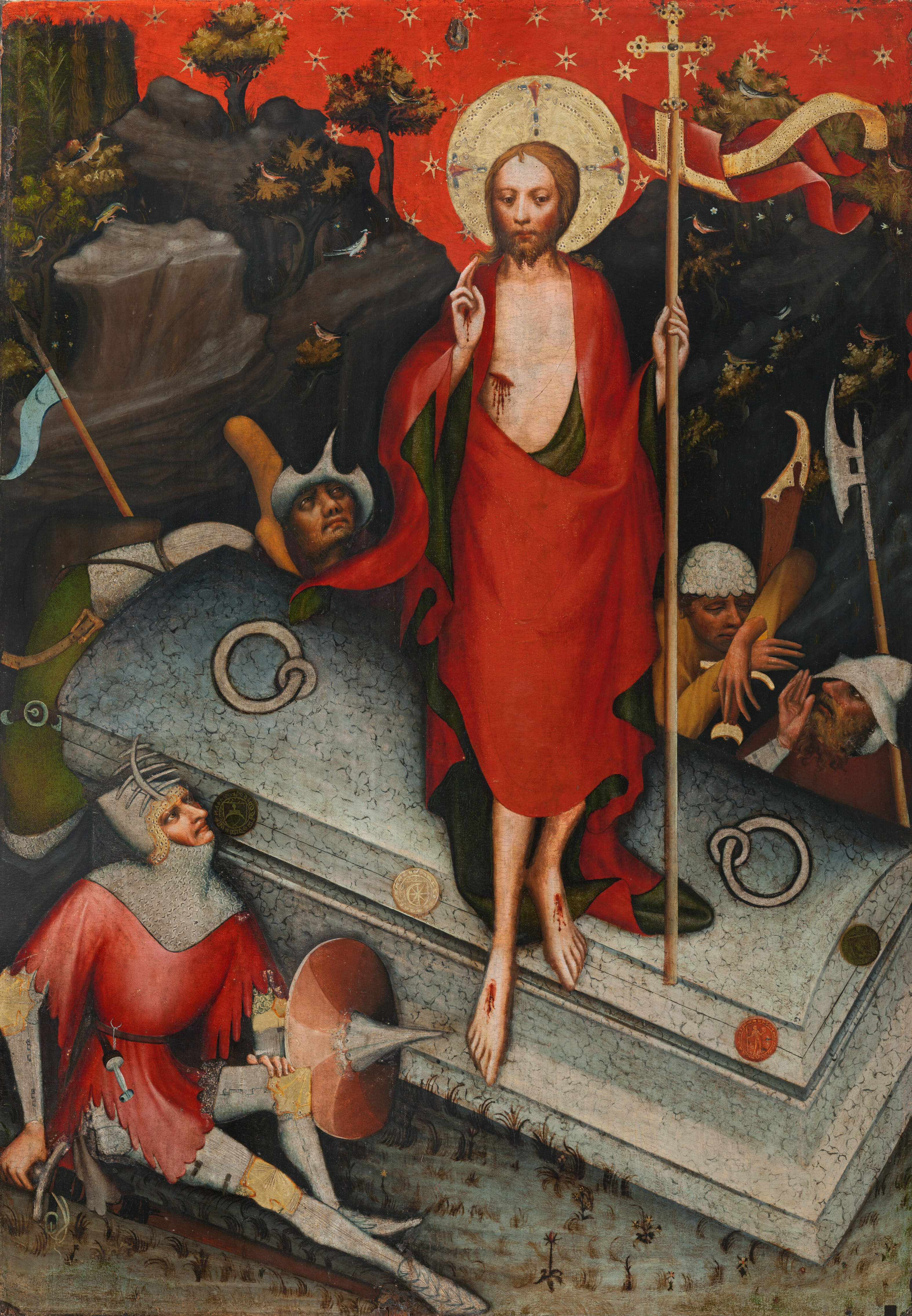
Résurrection, Maître du Retable de Třeboň
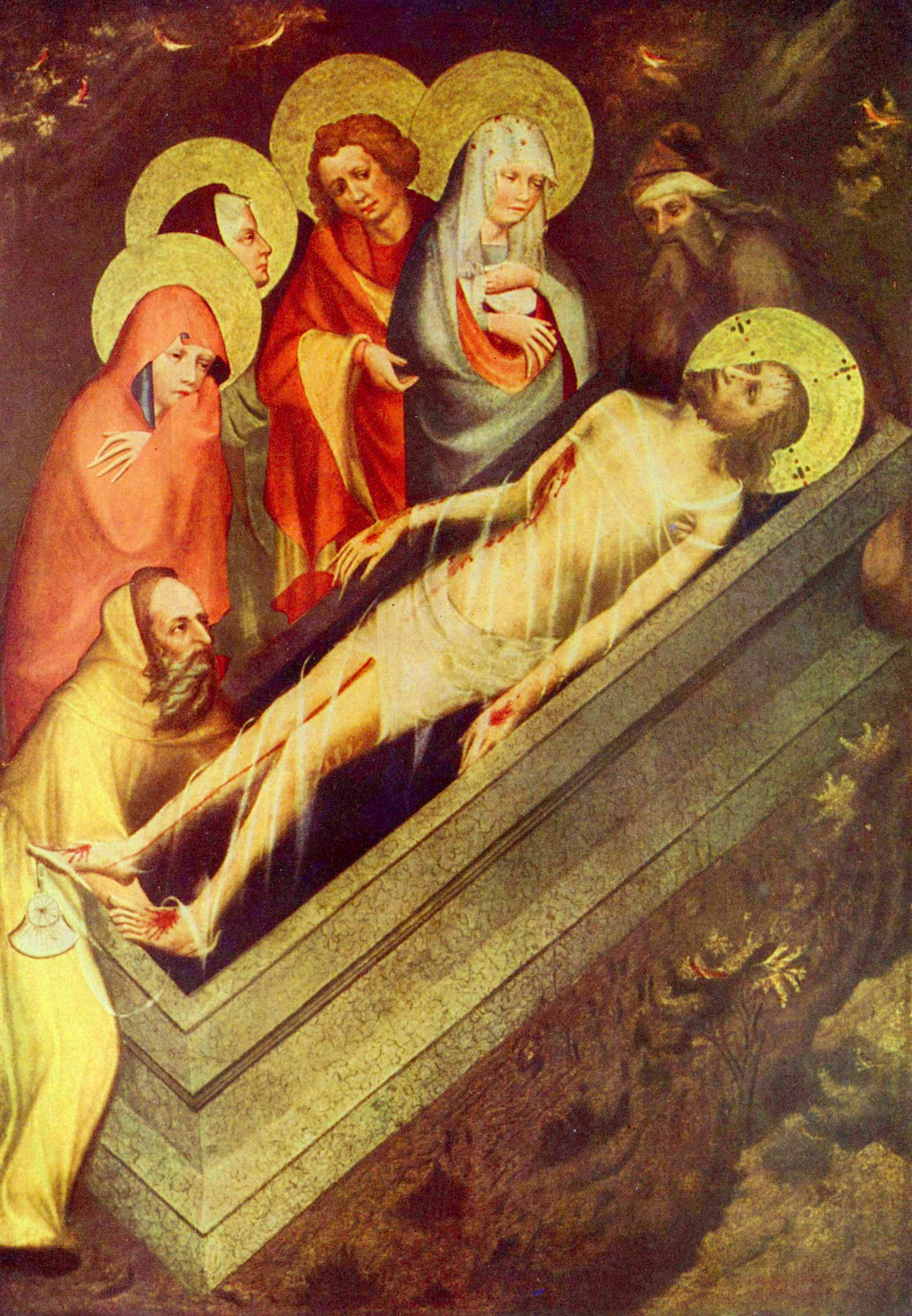
Mise au tombeau, Maître du Retable de Třeboň
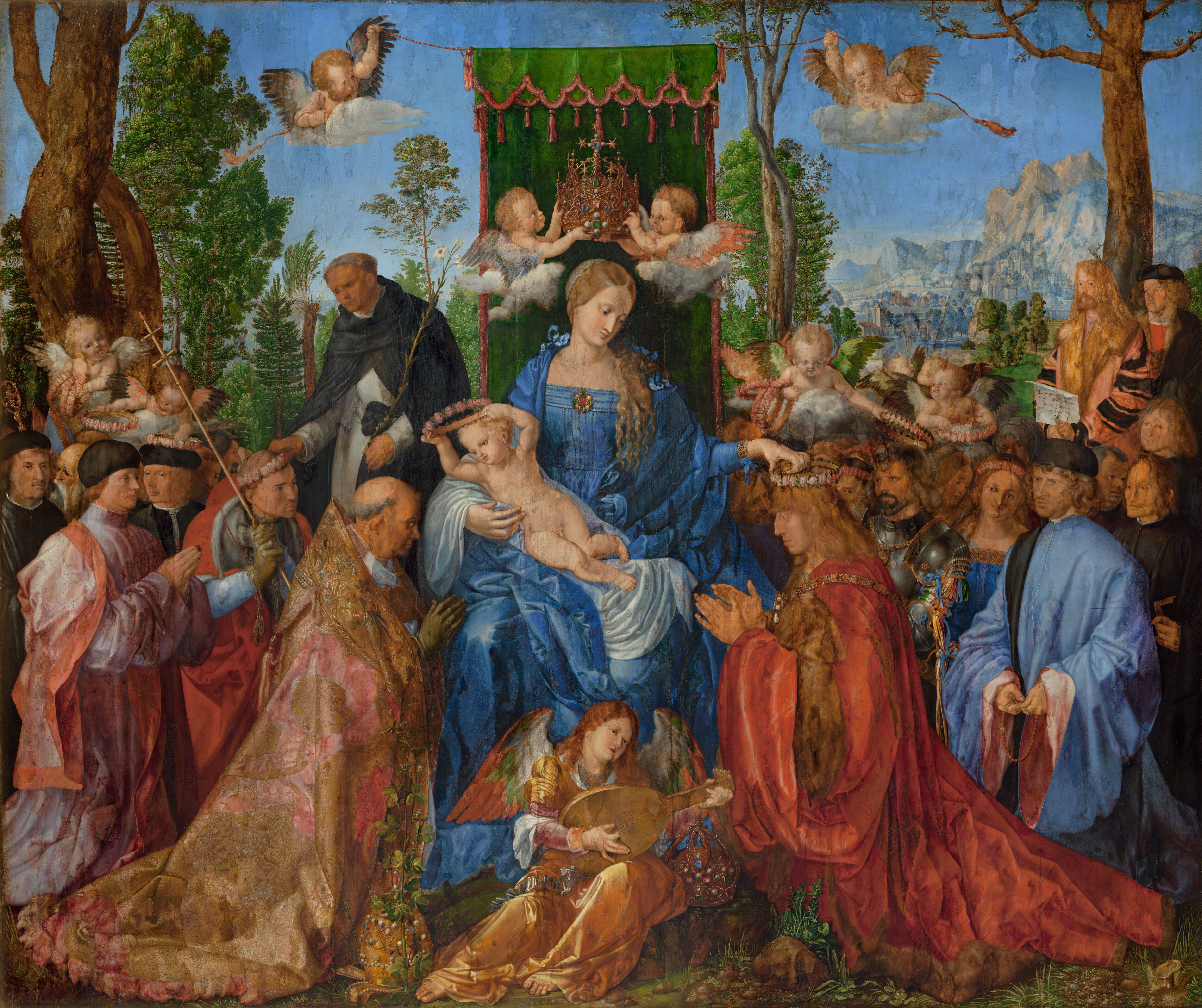
La Vierge de la fête du rosaire, Albrecht Dürer
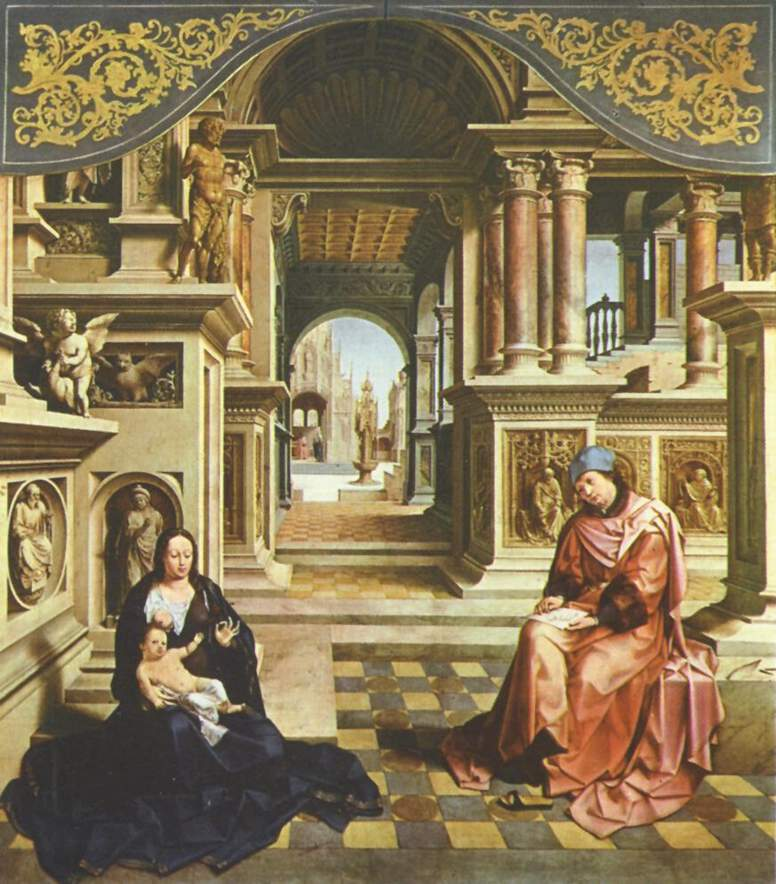
Saint Luc peignant la Vierge, Jan Gossaert

#### Collections classiques
- Brueghel l'Ancien : La Fenaison (1565)
- Bronzino : Eléonore de Tolède
- Cranach l'Ancien : Adam et Ève (vers 1538)
- Hals : Portrait de Jasper Schade van Westrum
- Rembrandt : Savant étudiant
- Ribera : Saint Jérôme
- Van Dyck : Abraham et Isaac

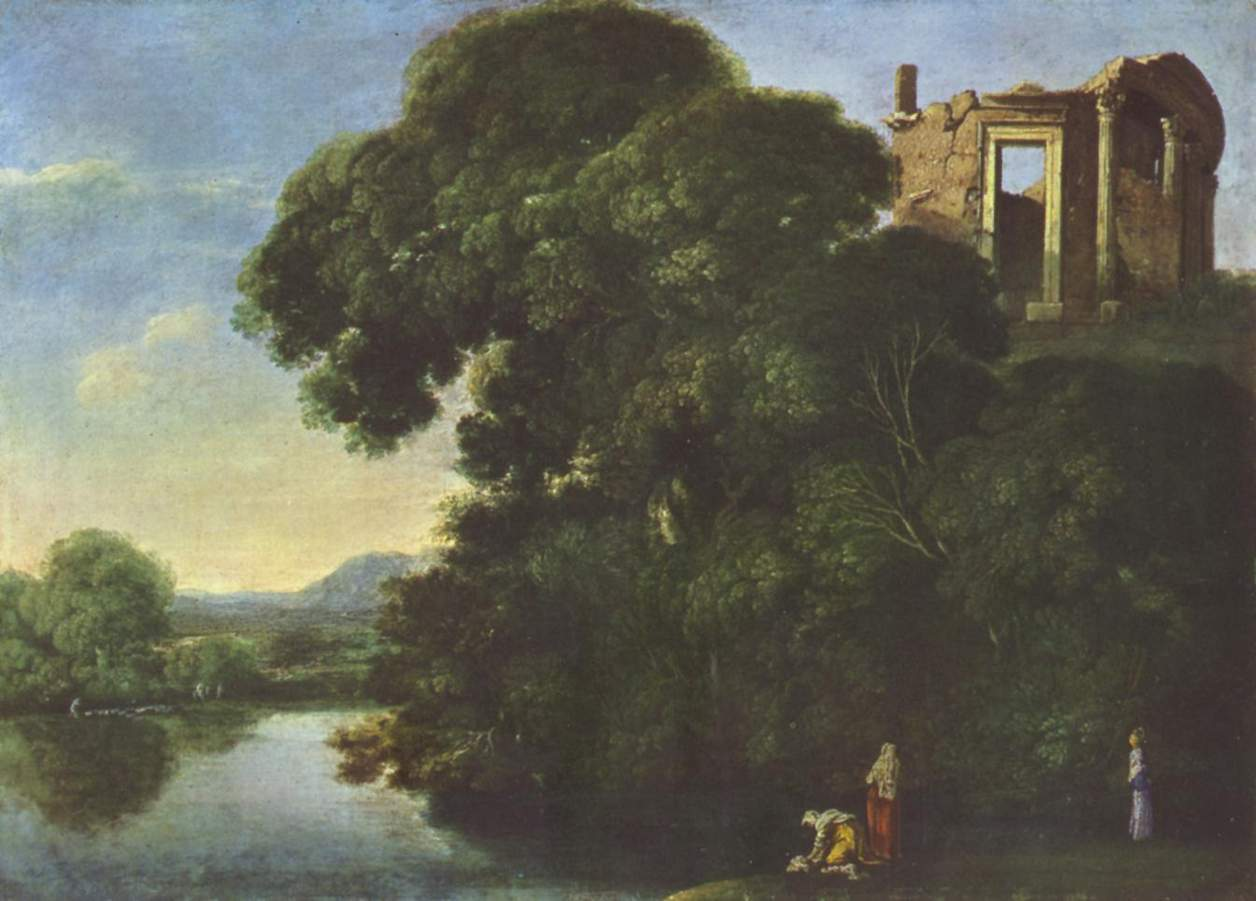
Paysage à Tivoli, Adam Elsheimer
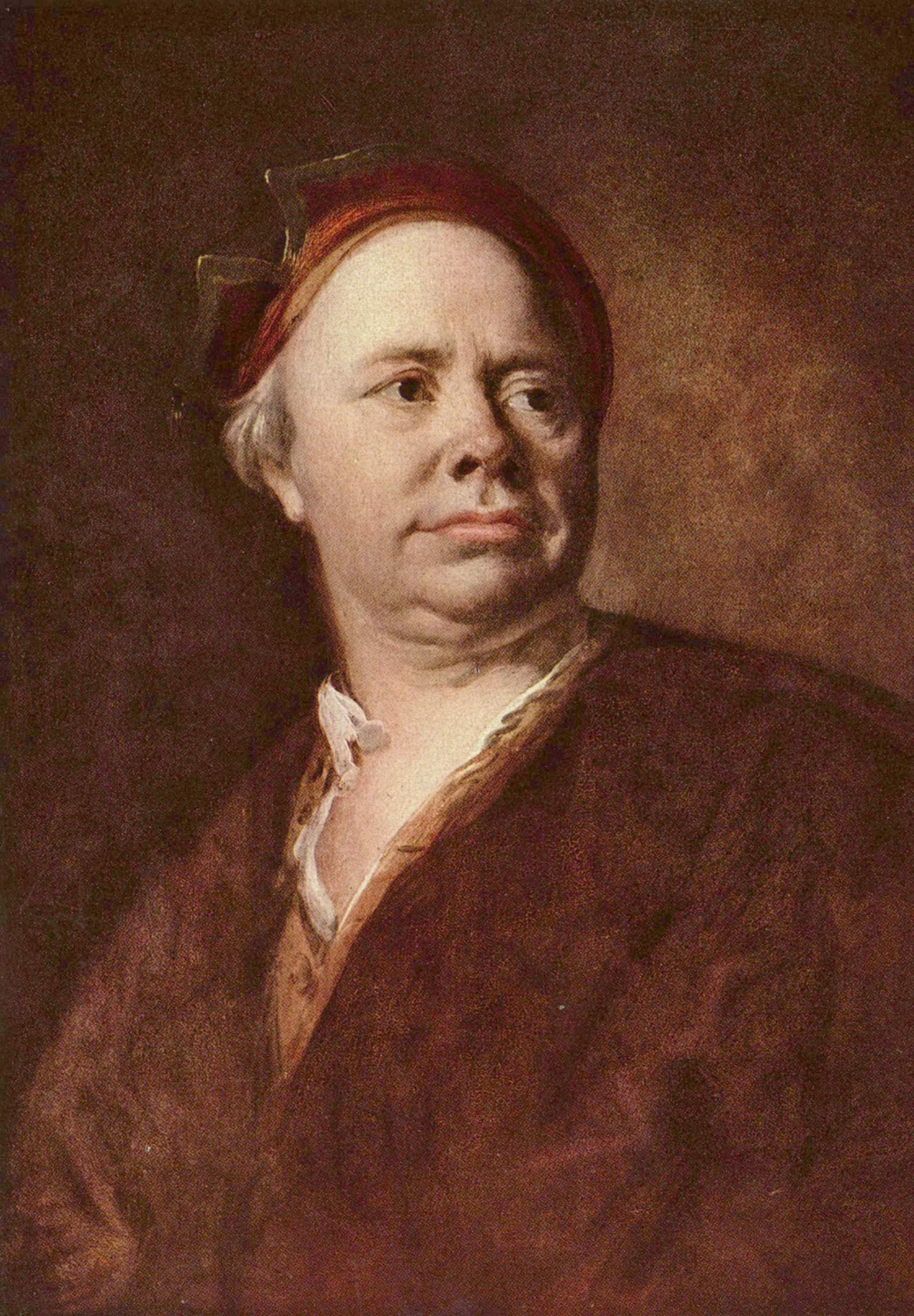
Homme âgé, Peter Johannes Brandl
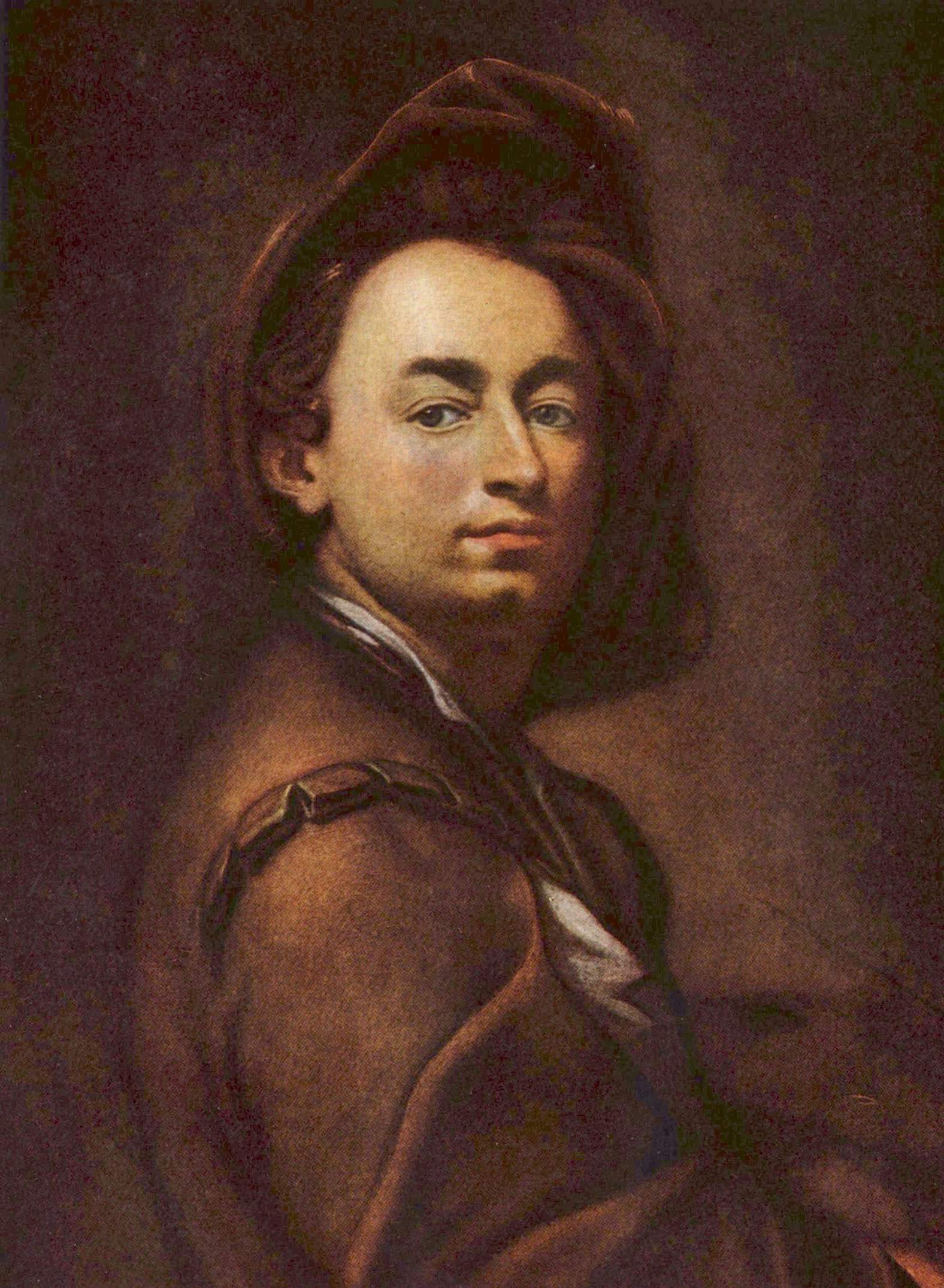
Autoportrait, Peter Johannes Brandl
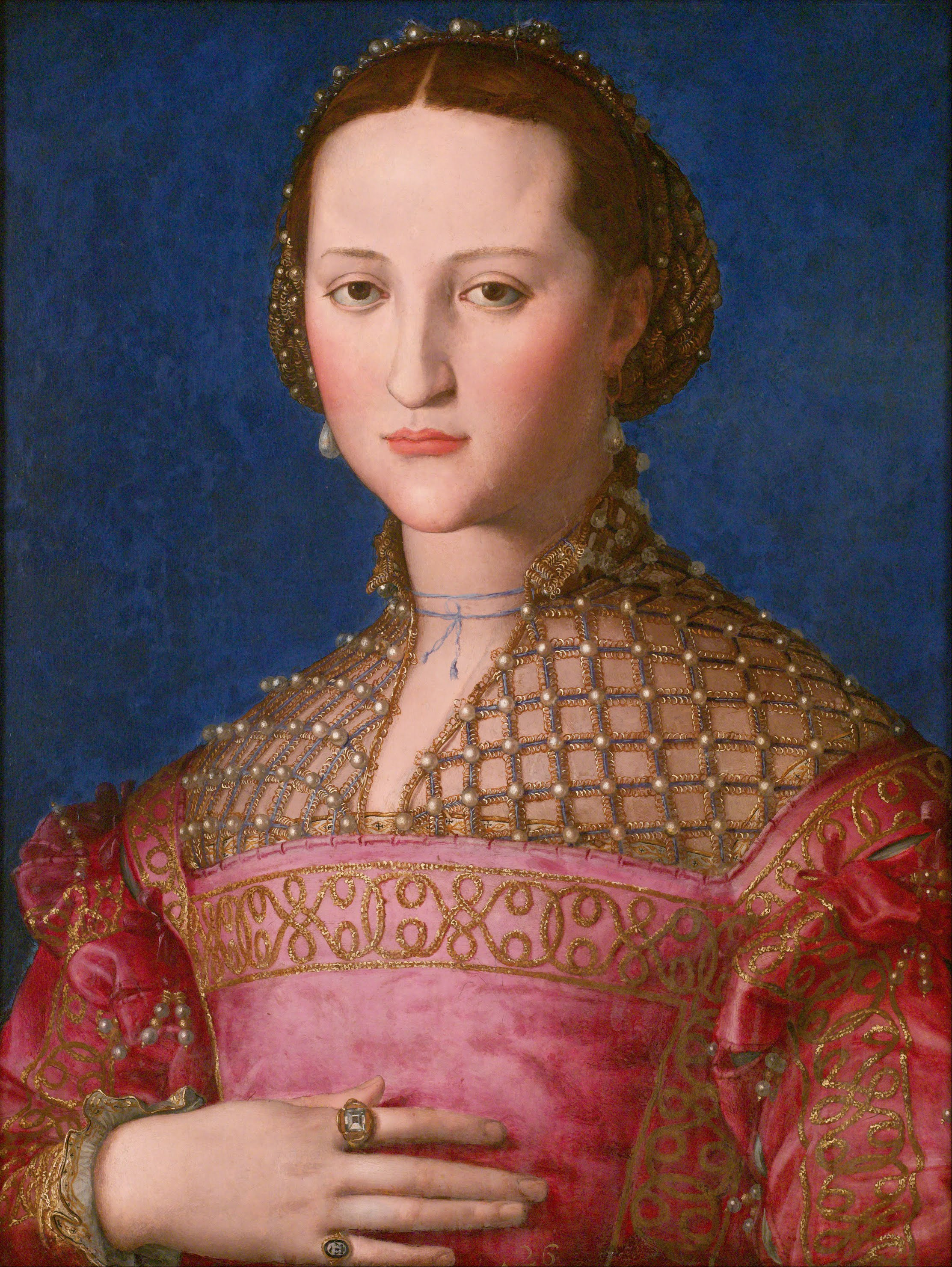
Éléonore de Tolède, Il Bronzino
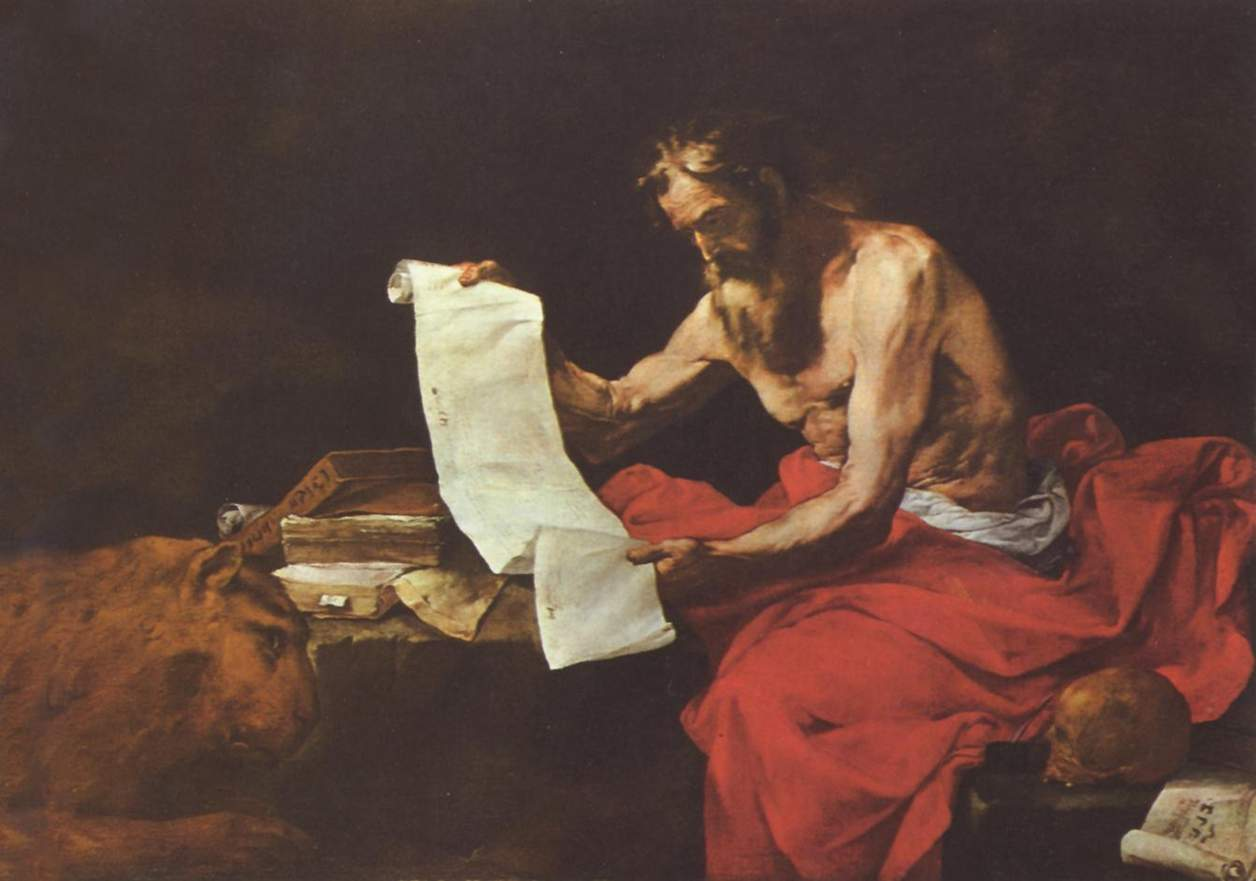
Saint Jérôme, José de Ribera
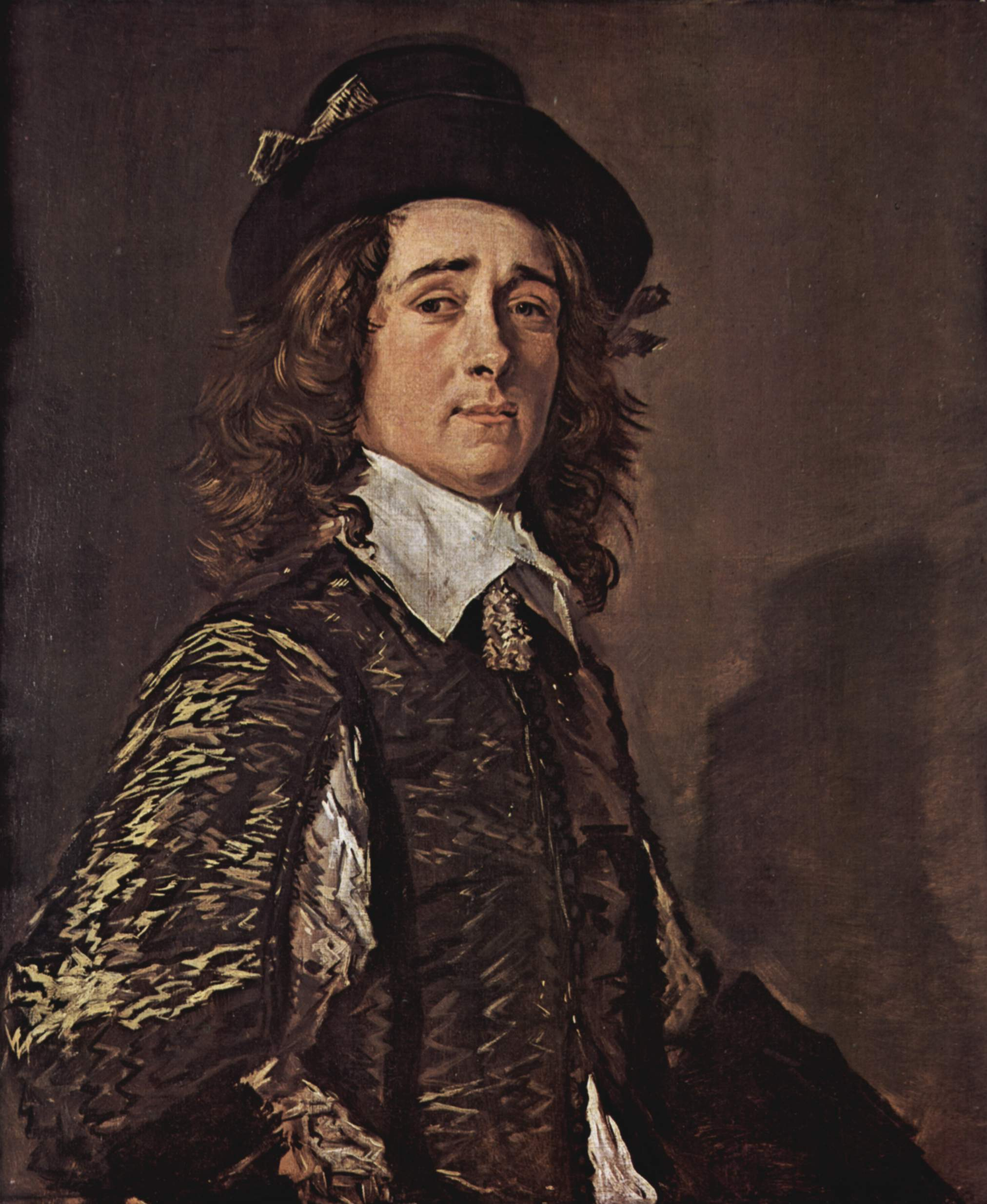
Portrait de Jasper Schade van Westrum, Frans Hals
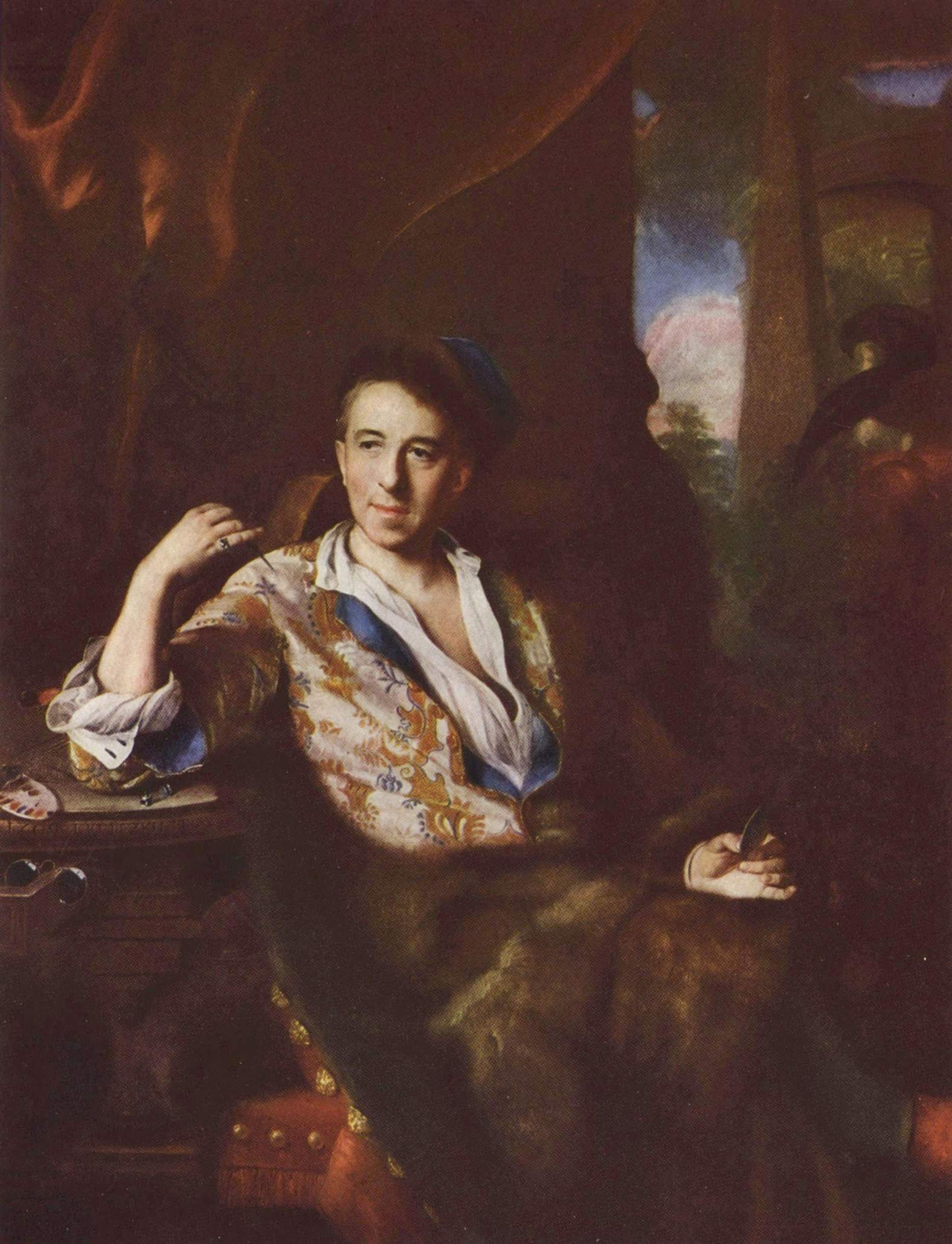
Portrait du miniaturiste K. Bruni, Jan Kupecký
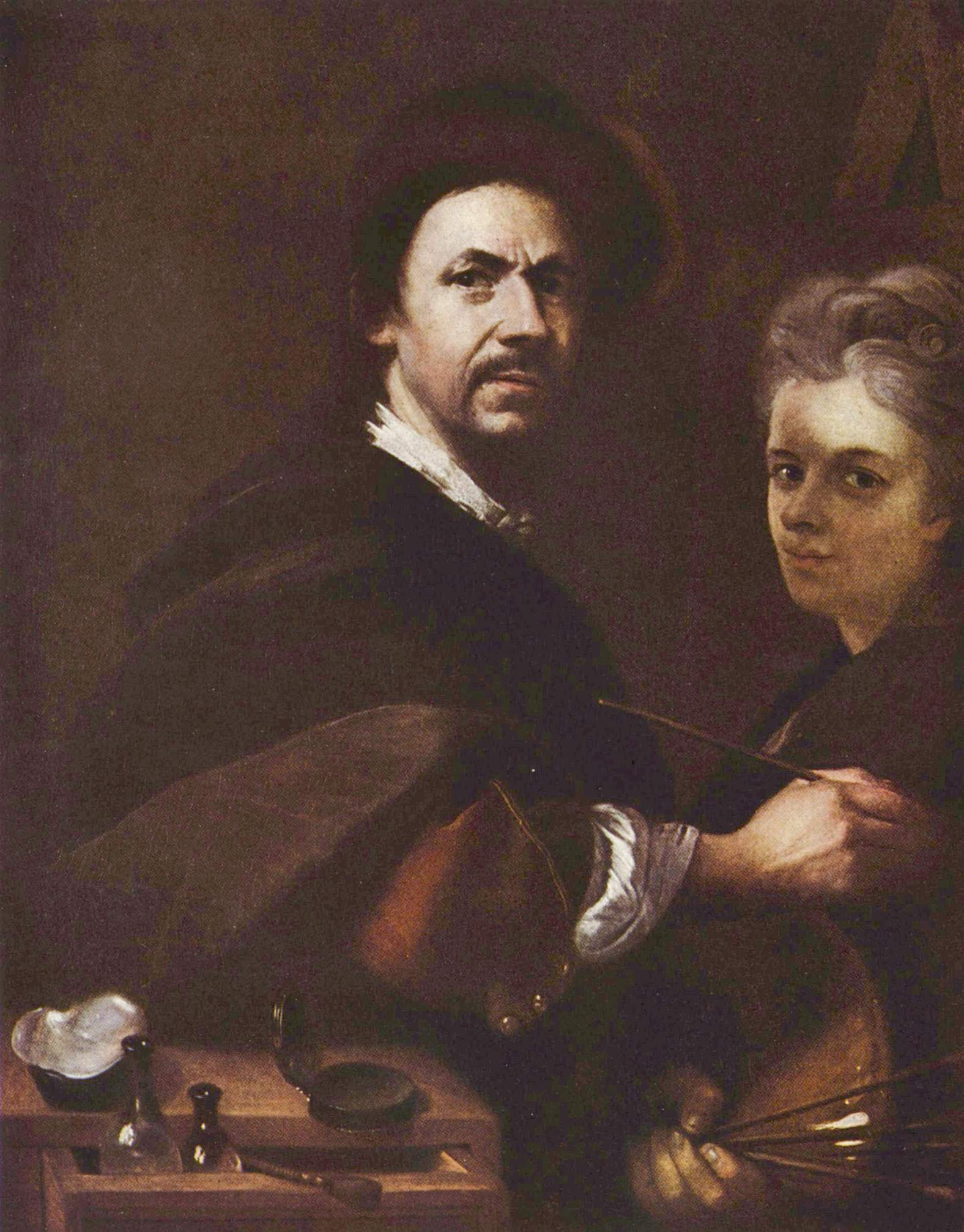
Autoportrait, Jan Kupecký
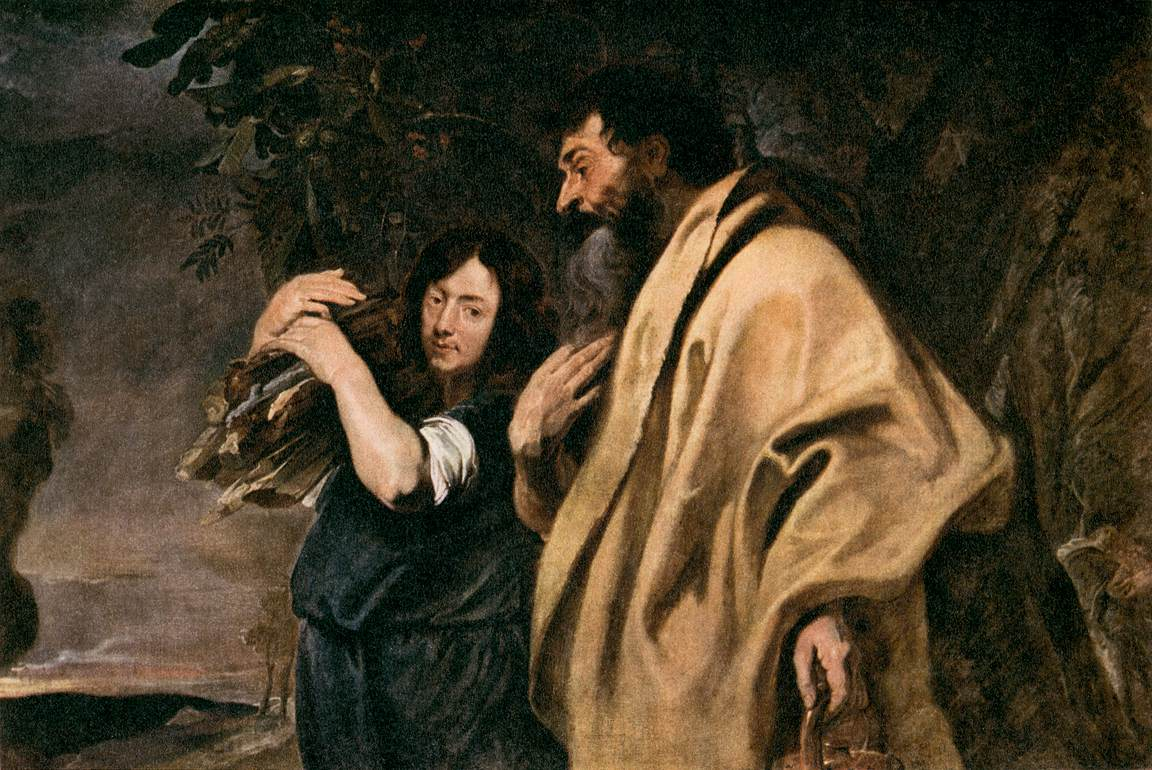
Abraham et Isaac vers 1617 Antoine van Dyck

#### Collections d'art moderne
- Paul Cézanne : Jas de Bouffan
- Henri Rousseau : 
  - Moi-même, portrait-paysage
  - Malakoff
- Paul Gauguin : Bonjour Monsieur Gauguin
- Gustav Klimt : 
  - Château d'eau
  - Les Vierges
- Henri Matisse : Joaquina
- Alfons Mucha : L'Epopée Slave (20 toiles)
- Pablo Picasso : 
  - Autoportrait
  - Violon, verres, pipe et ancre
- Auguste Renoir : Les Amoureux
- Henri de Toulouse-Lautrec : Au Moulin-Rouge, deux femmes dansant
- Vincent van Gogh : Le Champ de Blé vert avec cyprès

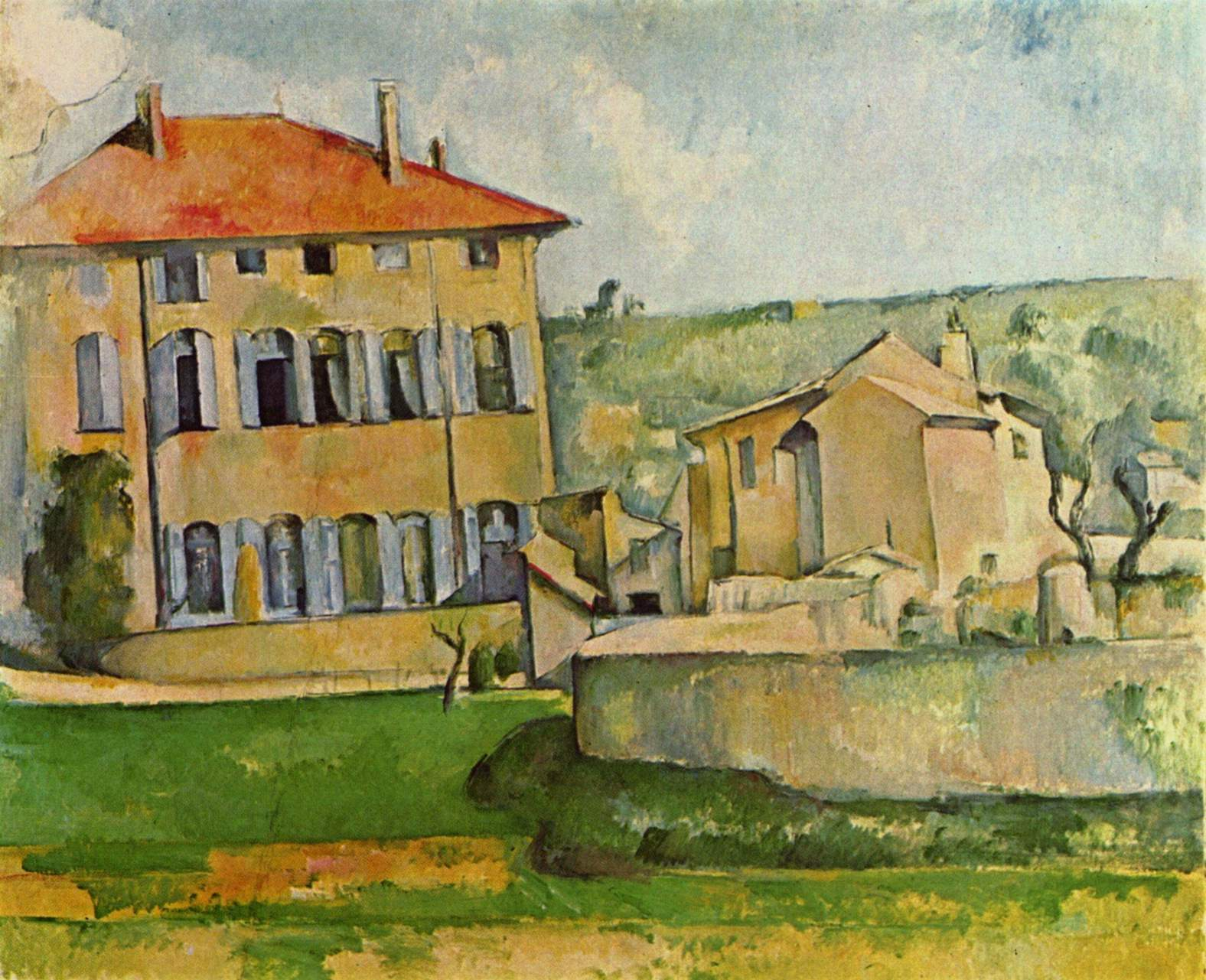
Jas de Bouffan, Paul Cézanne
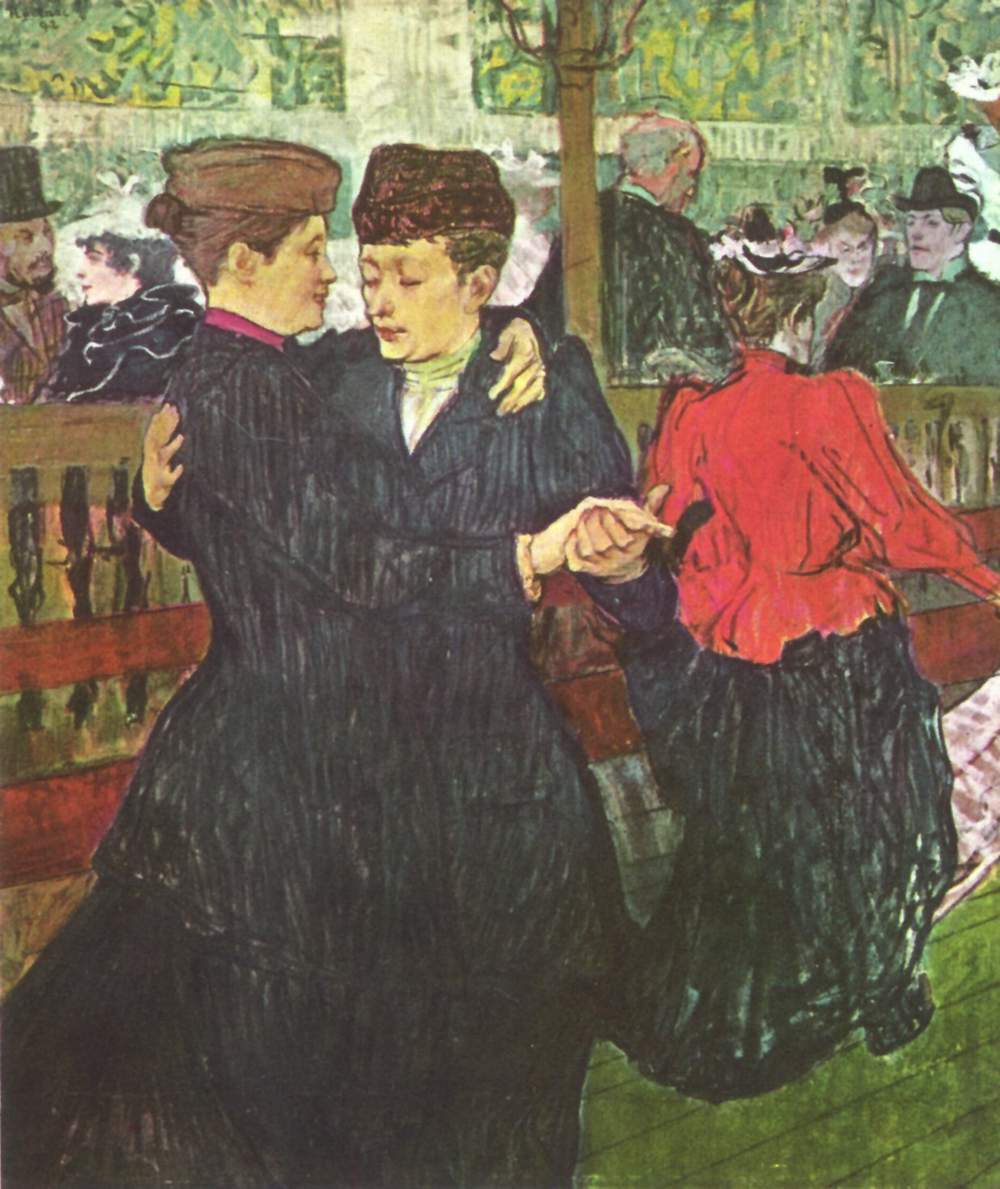
Au Moulin-Rouge, Henri de Toulouse-Lautrec
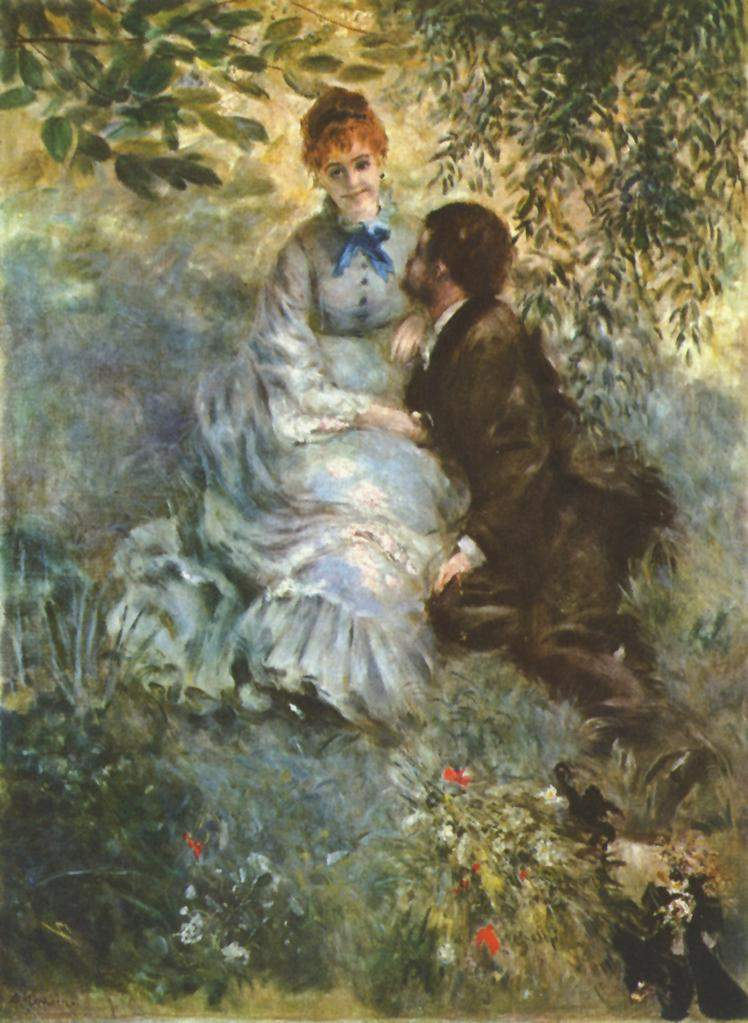
Les Amoureux, Auguste Renoir
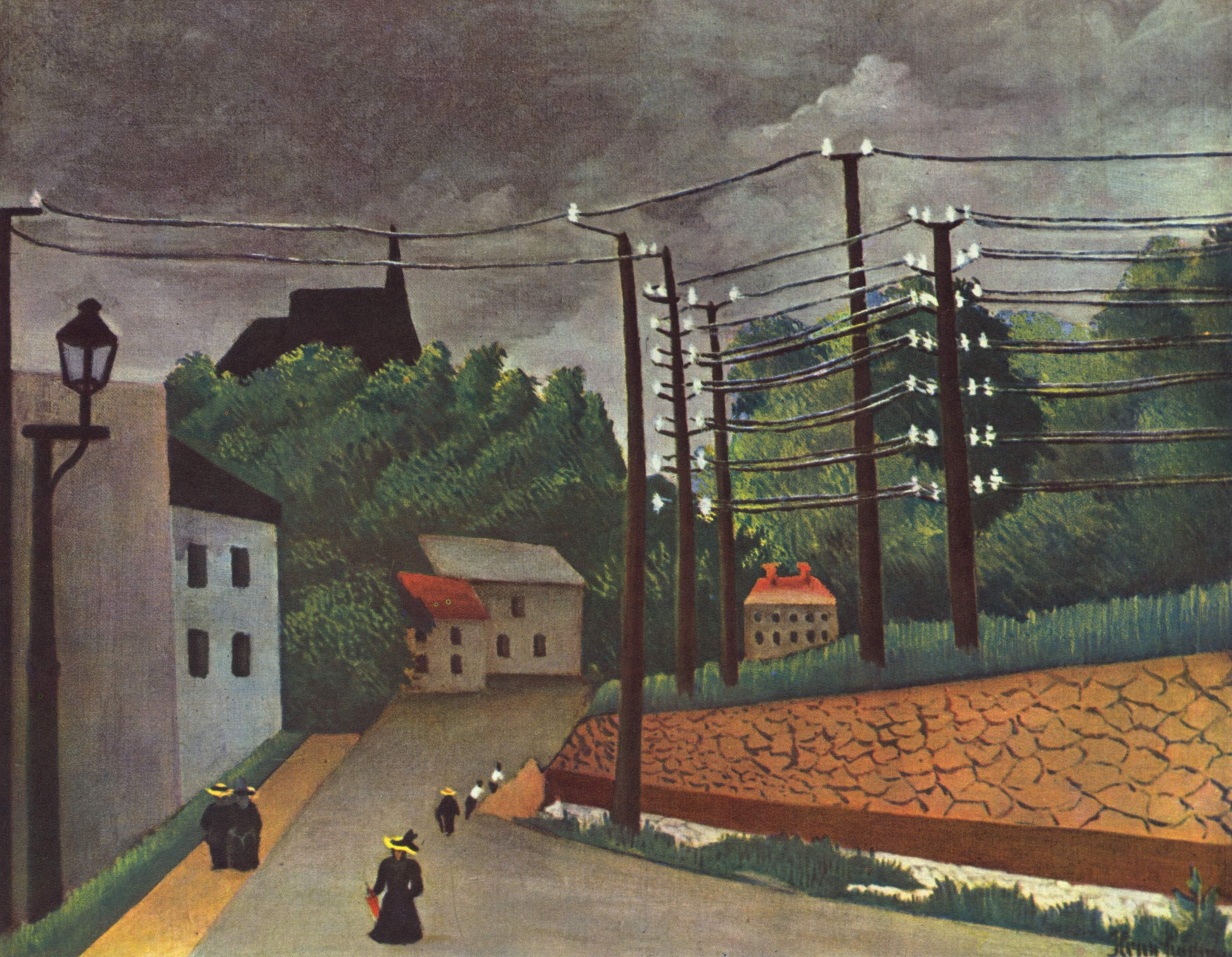
Malakoff, Henri Rousseau
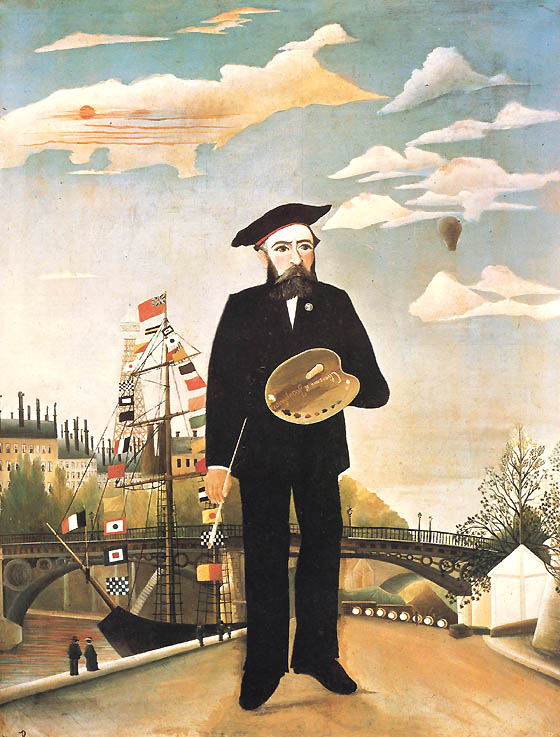
Moi-même, portrait-paysage, Henri Rousseau
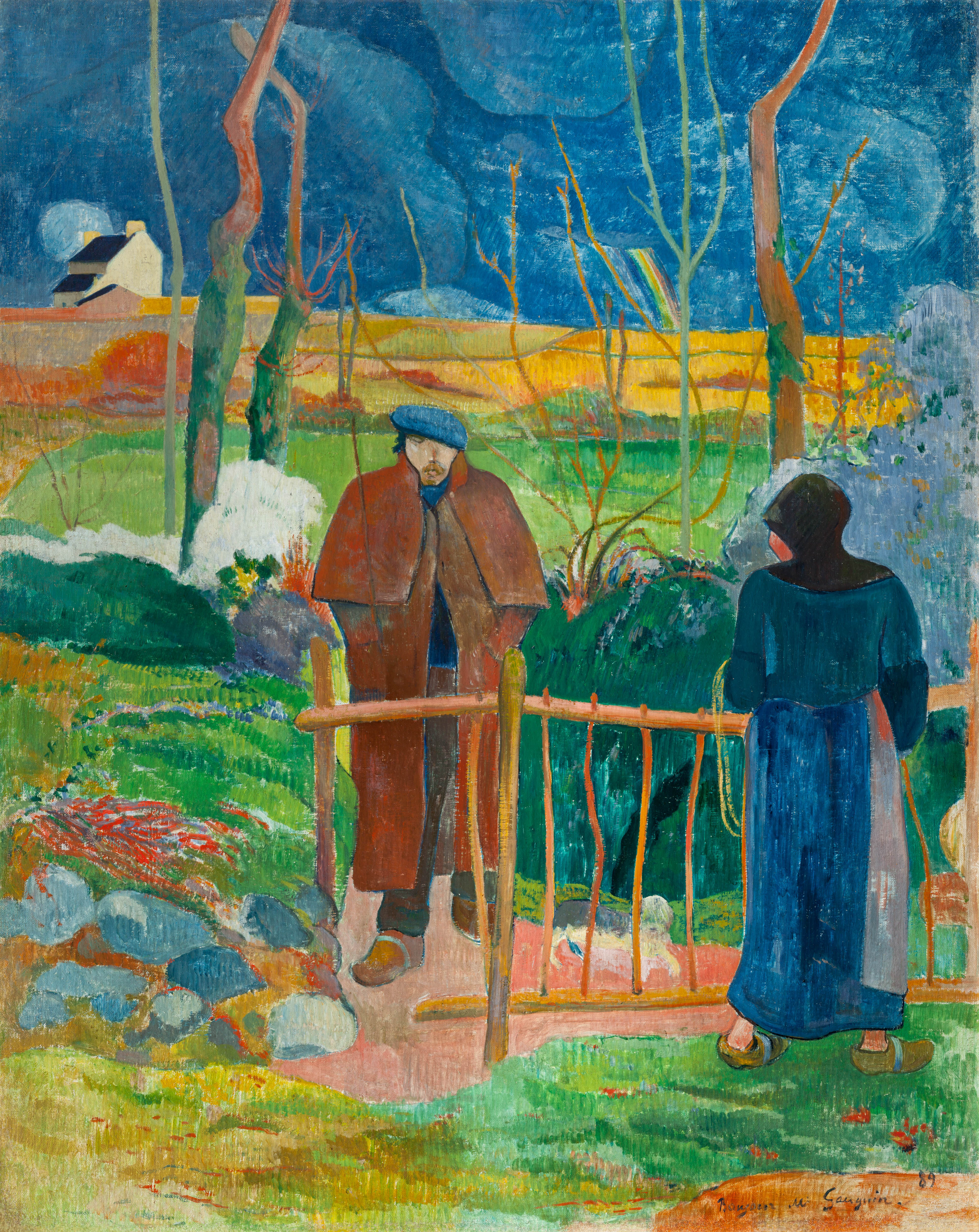
Bonjour Monsieur Gauguin, Paul Gauguin
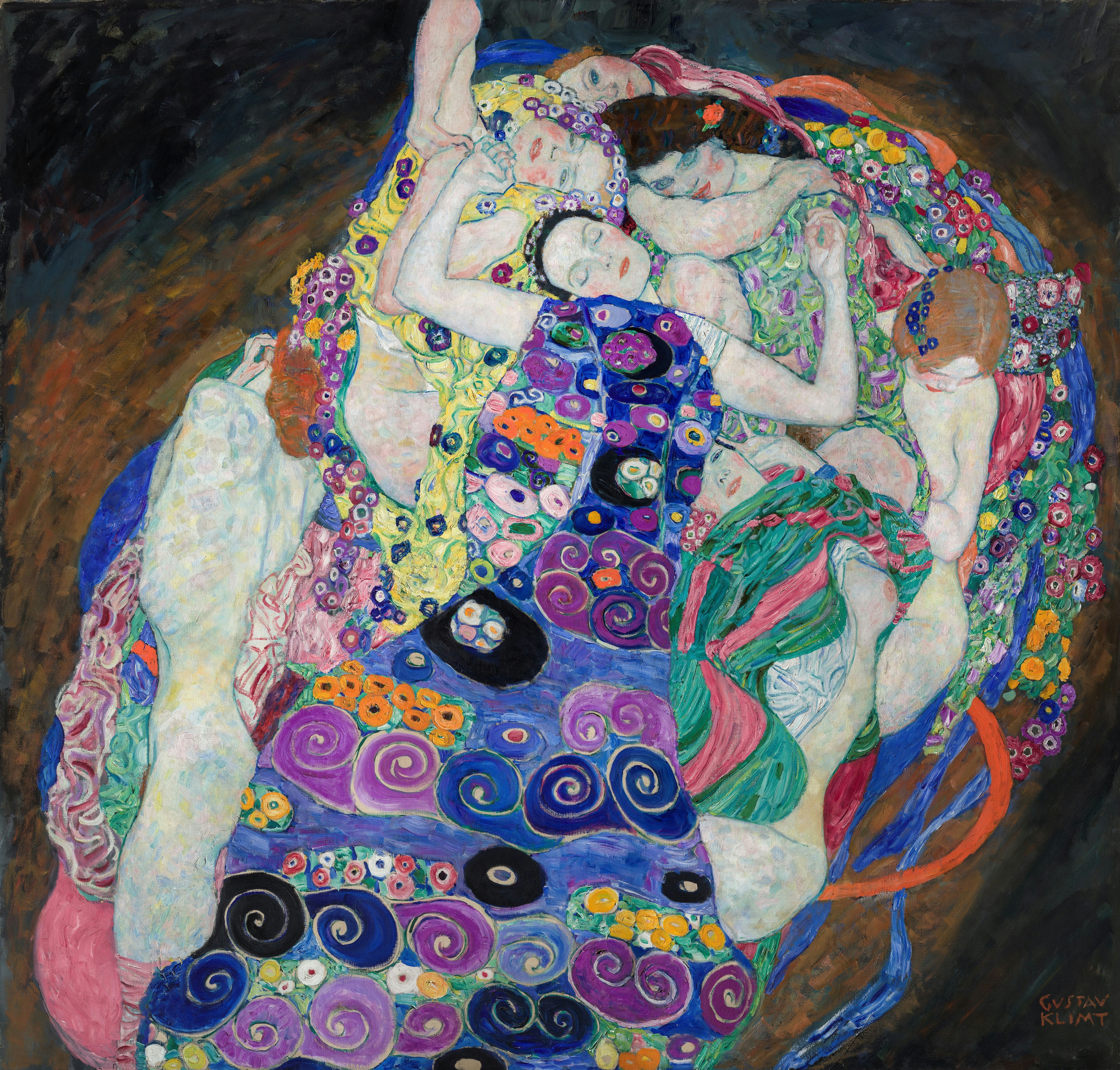
Les Vierges, Gustav Klimt
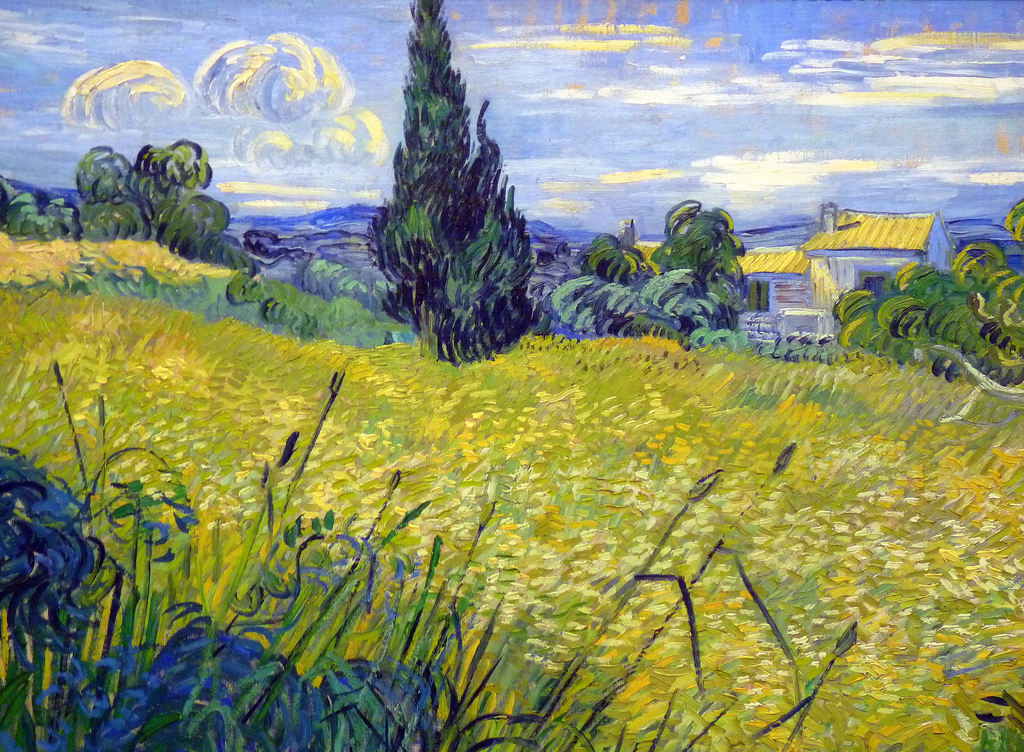
Le Champ de blé vert avec cyprès, Vincent van Gogh

### Collections par pays

#### Peintres italiens
| Image | Artiste                | Titre                                             | Date           | Remarques |
| ----- | ---------------------- | ------------------------------------------------- | -------------- | --------- |
|       | Bernardo Daddi         | Triptyque de la Vierge nourrissant l'enfant Jésus | XIVe siècle    |           |
|       | Niccolò di Buonaccorso | Triptyque de la Vierge portant l'enfant Jésus     | 1370-80        |           |
|       | Lorenzo Monaco         | Déploration du Christ                             | autour de 1400 |           |
|       | Cosimo Rosselli        | Sainte Catherine d'Alexandrie                     | XVe siècle     |           |
|       | Sebastiano del Piombo  | La Vierge au voile                                | 1525           |           |
|       | Agnolo Bronzino        | Éléonore de Tolède                                | 1543           |           |
|       | Le Tintoret            | Saint Jérôme                                      | vers 1550      |           |
|       | Paul Véronèse          | Le Christ lavant les pieds de ses disciples       | vers 1580      |           |
|       | Giambattista Tiepolo   | Buste d'un vieillard                              | 1751-1755      |           |
|       | Canaletto              | La Tamise et la cathédrale Saint-Paul             | 1746           |           |
|       | Giovanni Segantini     | Soir                                              | 1786-1788      |           |

#### Peintres espagnols
| Image | Artiste           | Titre                    | Date      | Remarques |
| ----- | ----------------- | ------------------------ | --------- | --------- |
|       | El Greco          | Christ en prière         | 1595-1597 |           |
|       | José de Ribera    | Saint Jérôme             | 1646      |           |
|       | Francisco de Goya | Don Miguel de Lardizábal | 1815      |           |

#### Peintres français
| Image | Artiste                   | Titre                                       | Date           | Remarques |
| ----- | ------------------------- | ------------------------------------------- | -------------- | --------- |
|       | Eugène Delacroix          | Jaguar attaquant un cavalier                | vers 1855      |           |
|       | Honoré Daumier            | Charge (lavandière)                         | 1853           |           |
|       | Gustave Courbet           | Les Demoiselles des bords de la Seine (été) | 1857           |           |
|       | Adolphe Monticelli        | Réunion galante dans le parc                | vers 1875-1880 |           |
|       | Camille Pissarro          | Jardin à Valhermeil                         | 1880           |           |
|       | Édouard Manet             | Portrait d'homme (Antonin Proust ?)         | 1855           |           |
|       | Alfred Sisley             | L'écluse de Bourgogne à Moret, printemps    | 1882           |           |
|       | Paul Cézanne              | Maison à Aix                                | 1885-1887      |           |
|       | Claude Monet              | Mesdames en fleurs                          | 1875           |           |
|       | Pierre-Auguste Renoir     | Les Amoureux                                | 1875           |           |
|       | Henri Rousseau            | Moi-même                                    | 1890           |           |
|       | Paul Gauguin              | Bonjour, Monsieur Gauguin (II)              | 1889           |           |
|       | Paul Signac               | Le Vapeur « Hirondelle » sur la Seine       | 1901           |           |
|       | Henri de Toulouse-Lautrec | Deux femmes dansant au Moulin-Rouge         | 1892           |           |

#### Peintres flamands
| Image | Artiste                           | Titre                                          | Date                       | Remarques |
| ----- | --------------------------------- | ---------------------------------------------- | -------------------------- | --------- |
|       | Jan Gossaert (dit Jan Mabuse)     | Saint Luc peignant la Vierge                   | 1520                       |           |
|       | Joos van Cleve                    | Triptyque de l'Adoration des Mages             | 1520                       |           |
|       | Bartholomaeus Spranger            | Épitaphe de Goldsmith Nicolas Müller de Prague | 1592–1593                  |           |
|       | Pieter Brueghel le Jeune          | L’Adoration des Mages                          | 1564                       |           |
|       | Joos de Momper                    | Paysage de la Tentation du Christ              | 1re moitié du XVIIe siècle |           |
|       | Abraham Janssens                  | La Mort de Marie Madeleine                     | 1602                       |           |
|       | Jan Brueghel l'Ancien (1568–1625) | Saint Martin                                   | 2e moitié du XVIe siècle   |           |
|       | Peter Paul Rubens                 | Cléopâtre                                      | 1615                       |           |
|       | Peter Paul Rubens                 | Portrait d'Ambrogio Spinola                    | 1625 – 1627                |           |
|       | Peter Paul Rubens                 | Saint Augustin                                 | 1639                       |           |
|       | Frans Snyders                     | Retour de la chasse                            | vers 1610                  |           |
|       | Frans Francken le Jeune           | Les Sept Actions de grâce                      | 1re moitié du XVIIe siècle |           |
|       | Gerard Seghers                    | La Patience de Job                             | 1re moitié du XVIIe siècle |           |
|       | Jacob Jordaens                    | Étude d'un vieil homme aux mains jointes       | 1623-1625                  |           |
|       | Antoine van Dyck                  | Abraham et Isaac                               | vers 1617                  |           |
|       | David Teniers le Jeune            | Deux ivrognes                                  | 1630                       |           |

#### Peintres néerlandais
| Image | Artiste                    | Titre                        | Date      | Remarques                                                                                               |
| ----- | -------------------------- | ---------------------------- | --------- | --- |
|       | Cornelis Engebrechtsz      | Triptyque de la crucifixion  | vers 1520 | |
|       | Geertgen tot Sint Jans     | L'Adoration des Mages        | 1480-85   | |
|       | Frans Hals                 | Jasper Schade                | 1645      | |
|       | Jan van Goyen              | Maison dans les dunes        | 1631      | |
|       | Rembrandt                  | Savant à son bureau          | 1634      | |
|       | Bartholomeus van der Helst | Anna du Pire en Granida      | 1660      | Granida : genre théâtral néerlandais et son héroïne. La personne représentée est la femme de l'artiste. |
|       | Jan Steen                  | Sérénade nocturne            | vers 1675 | |
|       | Aert de Gelder             | Vertumne et Pomone           |           | |
|       | Vincent van Gogh           | Champ de maïs vert et cyprès | 1889      | |

#### Peintres allemands et autrichiens
| Image | Artiste                    | Titre                                                              | Date           | Remarques                                          |
| ----- | -------------------------- | ------------------------------------------------------------------ | -------------- | -------------------------------------------------- |
|       | Albrecht Dürer             | La Vierge de la fête du rosaire                                    | 1506           |                                                    |
|       | Lucas Cranach l'Ancien     | Le Vieux fou                                                       | 1530           |                                                    |
|       | Lucas Cranach l'Ancien     | Adam et Ève                                                        |                |                                                    |
|       | Albrecht Altdorfer         | Martyre de saint Florian                                           | vers 1516-1520 |                                                    |
|       | Hans Baldung Grien         | Décollation de sainte Dorothée                                     | 1516           |                                                    |
|       | Caspar David Friedrich     | La Mer du Nord au clair de lune                                    | 1824           |                                                    |
|       | Peter von Hess             | Repos après la chasse                                              | 1830           |                                                    |
|       | Ferdinand Georg Waldmüller | La Joie de la mère                                                 | 1856           |                                                    |
|       | Christian Morgenstern      | Sur les hauteurs de Saint-Hippolyte, au pied des Vosges, en Alsace | 1848           |                                                    |
|       | Carl Spitzweg              | Un poste de garde en sommeil                                       | 1848           |                                                    |
|       | Hans Makart                | Flore                                                              | 1875           |                                                    |
|       | Wilhelm Leibl              | Tête de femme                                                      | 1870           |                                                    |
|       | Lovis Corinth              | Ulysse combattant le mendiant                                      | 1903           | Cf. Odyssée, 1, 100.                               |
|       | Gustav Klimt               | Château avec douves                                                | 1909           | Manoir d'Unterach, sur le lac d'Attersee, Autriche |
|       | Gustav Klimt               | Les Vierges                                                        | 1913           |                                                    |
|       | Egon Schiele               | Autoportrait,                                                      | 1914           |                                                    |
|       | Egon Schiele               | Femme assise (Adele Herms)                                         | 1917           |                                                    |

#### Peintres norvégiens
| Image | Artiste      | Titre                               | Date | Remarques |
| ----- | ------------ | ----------------------------------- | ---- | --------- |
|       | Edward Munch | Autoportrait avec bras squelettique | 1895 |           |
|       | Edward Munch | Danse sur la plage                  | 1900 |           |

#### Peintres russes
| Image | Artiste     | Titre                   | Date | Remarques |
| ----- | ----------- | ----------------------- | ---- | --------- |
|       | Ilya Répine | Autoportrait au travail | 1915 |           |

#### Peintres tchèques
| Image | Artiste      | Titre                                         | Date | Remarques |
| ----- | ------------ | --------------------------------------------- | ---- | --------- |
|       | Jan Kupecký  | Autoportrait                                  | 1711 |           |
|       | Alfons Mucha | Portrait de Josephine Crane Bradley en Slavia | 1908 |           |